# 大野俊三 (ジャズトランペッター)
大野 俊三（おおの しゅんぞう、1949年〈昭和24年〉3月22日 -）は、日本のジャズ・トランペット演奏者、作曲家・編曲家。
演奏に参加したジャズ・アルバムは2度グラミー賞を獲得したこともあり、自身が作曲した『Musashi』は2014年のInternational Songwriting Competitionで最優秀賞（Grand Prize）を日本人として初めて、またジャズ部門からのノミネートで初めて獲得した。

## 略歴
1949年3月22日、岐阜県に生まれる。
1971年、ジョージ大塚のグループに参加する。1972年には自身の初リーダーアルバムとなる『フォルター・アウト』（大野俊三カルテット、日本ビクター）を製作、発売する。
1974年、アート・ブレイキーの誘いを受け、アメリカ合衆国に渡る。
マチート&アフロキューバンズの一員としてアメリカ国内ツアー、ヨーロッパツアー、南アメリカツアーに参加すると共に、アルバム演奏にも参加。大野のソロをフィーチャーしたアルバム『マチート・アンド・ヒズ・サルサ・ビッグ・バンド（Machito & His Salsa Big Band '82）』は1983年にグラミー賞ベスト・ラテン・レコーディングスを獲得している。
1983年からはギル・エヴァンス・オーケストラに参加。『ライブ・アット・スイート・ベイジル』『ライブ・アット・スイート・ベイジル VOL.2』といったライブ・アルバムへも参加している他、1989年にグラミー賞最優秀大規模ジャズ・アンサンブル・アルバム賞を獲得したスタジオアルバム『バド・アンド・バード』にも参加している。
1988年に交通事故に巻き込まれ、唇を切り、前歯を折るなどトランペッターとして致命的な危機に陥るも復活を遂げ、バスター・ウィリアムスクインテットの一員として活動を再開する。この後、1996年には扁桃癌のステージ4の宣告を受ける。顔面片側の唾液腺と神経を除去する手術を受け、術式は成功するもののトランペッターとして致命的な損傷となった。楽器演奏を一から始める状態になりながらも演奏活動を再開し、カーネギー・ホールでの公演を果たすまでになった。これらの事故と闘病、復活の模様は、2000年3月9日放映の『奇跡体験!アンビリバボー』（フジテレビ）で取り上げられた。
2005年、映画『ほたるの星』のテーマ曲「Firefly/ほたる」を作曲し提供する。
2006年には大野えりのニューヨーク録音盤『Sweet Love』をプロデュースするとともにゲスト・アーティストとしても参加する。
2006年・2007年、ワシントンDCのケネディセンターに於いて、ハワード大学ジャズアンサンブルとの共同プロジェクトによるコンサート、その成功は文化の相互理解を促進するという面で、大変意義あるものになった。それに続くアトランタ・フェスティバル、2つの日本ツアー、春と秋のニューヨーク・ブルーノートでのコンサートでも多大な成功を収めた。
2008年、香港公演では3日間の全完売。シンガポール、マレーシアにても大好評を得た。
また、エグゼクティブ・プロデューサーにタモリを迎え、アルバム「SAKURA」をリリース。
2009-2010年、渡米35周年記念コンサートツアーを日本国内にて39公演行い、大好評を博す。
2011年の香港公演は、各メディアから本年度のベストコンサートと賞賛される。
2012年、アルバム「ALL IN ONE」をリリース。
2014年4月、アルバム「月の光」をリリース。
東京・大阪をはじめ、各地でのCD発売コンサートを大好評で終える。

### 作・編曲家としての進化
2014年5月、世界最大級国際作曲コンペ" International Songwriting Competition(ISC)"において、120カ国2万人の中から頂点となる「総合グランプリ(Grand Prize)」に輝く。13年間のコンペの歴史の中で、日本出身者のGrand Prize受賞は初めて。また、ジャズ部門ノミネートからも初の快挙。グランプリ対象曲は"Musashi"。Okinawaも佳作に選出。
2015年1月、神戸市の委嘱により、メモリアル曲「KOBE」を作曲。震災20周年特別慰霊イベントで、映画「スウィングガールズ」のモデルとなった兵庫県立高砂高等学校のビッグバンドとともに「KOBE」を初演。5月、1ヶ月に及ぶJAPANツアー計21公演を開催。11月ニューアルバム「ReNew」をリリース。
2016年12月31日、アルバム「ReNew」がアメリカの権威あるジャズアワード「Annual Jazz Station Awards/The Best Jazz of 2016」で最優秀賞に輝く。ベストアルバム賞に加え、大野自身も「ベスト・トランペッター賞」「ベスト・コンポーザー賞」に選ばれ、全米でも数多くのメディアがこの受賞のニュースを報じている。　　　 
2017年5月16日、世界最大級の国際作曲コンペティション" International Songwriting Competition(ISC)"において、137カ国1万6千人の中から「ジャズ部門最優秀賞(1st place)」に輝く。受賞曲は"Go On"。アルバム“home”(Pulsebeats Records)に収録。

### ライフワーク（学校講演と被災地訪問）
2011年5月、ニューヨークにて東日本大震災チャリティーイベントを、公立学校区の共催で開催し多くの参加者、義援金を寄付。
2011年7月以来、今日までの来日の際、その回100回以上、東北の被災地を訪問。釜石市、気仙沼市、大船渡市、仙台市、花巻市それぞれの地にて、小・中・高等学校、避難所、仮設住宅、及び地元アマチュアバンドとの交流コンサート等を行っている。
2016年から熊本への被災地支援を実施。
2017年10月には最新作のアルバム「Dreamer」を発売した。
2019年2月には一般社団法人日本童謡学会の名誉理事に就任。
2018年11月には大野俊三が作曲をした能美市合併10周年記念「Song Of Nomi」が完成した。
2019年3月には渡米45周年記念ツアーを開催している。

## ディスコグラフィ
- 『大野俊三ライブ '94 TAKE OFF!』 （1995年、日本クラウン）
- SAKURA（2008年、SPACE SHOWER MUSIC）
- ALL IN ONE（2011年）Musashiを収録
- 『月の光』 - clair de lune（2014年、ミュージカルドッグスタジオ）
- 『マンハッタン・ブルー』 - Manhattan Blue（2014年、キングレコード）
- 『バブルズ』 - Babbles（2015年、ユニバーサルミュージック）
- ReNew（2015年）
- DREAMER（2017年）

## 書籍
- 希望のトランペット (MEMORIES IN Life) （1999年、潮出版社、ISBN 978-4267015434）